# Nabringhen
Nabringhen település Franciaországban, Pas-de-Calais megyében. Lakosainak száma 233 fő (2022. január 1.). Nabringhen Sanghen, Bainghen, Colembert, Henneveux, Herbinghen és Longueville községekkel határos.

## Népesség
A település népességének változása:
| Lakosok száma | 186  | 203  | 210  | 212  | 217  | 223  | 224  | 230  | 233  |
|               | 2013 | 2015 | 2016 | 2017 | 2018 | 2019 | 2020 | 2021 | 2022 |